# La Grande Noirceur
Pour plus de détails, voir Fiche technique et Distribution.
La Grande Noirceur ou Le Déserteur en France est un thriller dramatique québécois réalisé par Maxime Giroux sorti en 2018.

## Synopsis
Quelque part dans le monde, une guerre fait rage. Terrifié à l’idée d’être mobilisé, Philippe a fui Montréal pour se réfugier dans un Ouest américain aussi sauvage qu'hypnotisant. Il vit tant bien que mal de concours d’imitation de Charlie Chaplin. Mais la cruauté de l’humanité ne se limite pas aux champs de bataille et Philippe ne va pas tarder à découvrir la face obscure du rêve américain.

## Fiche technique
- Titre original : La Grande Noirceur
- Titre en France : Le Déserteur
- Titre anglais : The Great Darkened Days
- Réalisation : Maxime Giroux
- Scénario : Maxime Giroux, Simon Beaulieu et Alexandre Laferrière
- Décors :
- Costumes : Patricia McNeil
- Photographie : Sara Mishara
- Montage : Mathieu Bouchard-Malo
- Musique : Olivier Alary et Johannes Malfatti
- Producteur : Sylvain Corbeil et Nancy Grant
  - Producteur délégué : Eric Connelly, Danielle Eliav, Maxime Giroux et Neva McIntosh
- Sociétés de production : Metafilms
- Société de distribution : Ligne 7
- Pays d'origine :  Canada
- Langue originale : français
- Format : couleur
- Genre : Thriller dramatique
- Durée : 94 minutes
- Dates de sortie :
  - Canada : 
    - 8 septembre 2018 (Toronto)
    - 25 janvier 2019 (en salles)

  - France : 21 août 2019

## Distribution
- Martin Dubreuil : Philippe
- Sarah Gadon : Helen
- Reda Kateb : Hector
- Romain Duris : Lester
- Soko : Rosie
- Buddy Duress : l'adversaire
- Cody Fern : le vendeur de cigarettes
- Luzer Twersky : un client
- Lise Roy : la mère de Philippe

## Accueil

### Critiques
Le site Allociné recense une moyenne des critiques presse de 2,6/5. 
Pour Le Figaro, « Le réalisateur canadien emprunte la voie de l’horreur avec talent créant une atmosphère oppressante. Dommage qu’il y ait quelques longueurs. ». Pour Première, « Si le résultat est formellement brillant, il pèche en revanche sur le plan du récit, succession de saynètes morbides aux dialogues assez simplistes et à l’interprétation forcée. ».